# Számelméleti függvények
Számelméleti függvénynek nevezünk a matematikában egy olyan függvényt, amelynek értelmezési tartománya a természetes számok halmaza (kivéve esetleg a nullát), értékkészlete pedig a komplex számok egy részhalmaza. Vagyis {\displaystyle f:\ \mathbb {N} \rightarrow \mathbb {C} } alakú függvényekről van szó.

## Példák
Rengetegféle számelméleti függvényt definiáltak és vizsgáltak már. Ezek közül néhány nevezetes függvény nevét (ha van) és jelét foglaljuk össze. (A továbbiakban jelölje {\displaystyle \mathbb {P} } a pozitív prímszámok halmazát.)

### Egész értékű számelméleti függvények
| jel   | név (nevek)                            | jelentés                                                                                         | definitív képlet(ek) |
| ----- | -------------------------------------- | ------------------------------------------------------------------------------------------------ | --- |
| d(n)  | osztószám-függvény                     | az argumentum osztóinak száma                                                                    | {\displaystyle \mathbb {N} ^{+}\rightarrow \mathbb {N} ;} {\displaystyle d(n)} := {\displaystyle \|\{k\in \mathbb {N} \ \|\ k\|n\}\|} := {\displaystyle \sum _{d\|n}d^{0}} |
| σ(n)  | osztóösszeg-függvény (szigma-függvény) | az argumentum osztóinak összege                                                                  | {\displaystyle \mathbb {N} \rightarrow \mathbb {N} ;\ \sigma (n)\ :=\ \sum _{\begin{matrix}{\mbox{ }}_{d\|n}\\{\mbox{ }}_{1\leq d\leq n}\end{matrix}}d} |
| s(n)  | valódiosztóösszeg-függvény             | az argumentum valódi osztóinak összege                                                           | {\displaystyle \mathbb {N} \rightarrow \mathbb {N} ;\ s(n)\ :=\ \sum _{\begin{matrix}{\mbox{ }}_{d\|n}\\{\mbox{ }}_{1\leq d<n}\end{matrix}}d} |
| σx(n) | osztóhatványösszeg- függvény           | az argumentum osztóinak valós, rögzített kitevőjű hatványának összege                            | {\displaystyle \mathbb {N} \rightarrow \mathbb {N} }; {\displaystyle \sigma _{x}(n)} {\displaystyle :=} {\displaystyle \sum _{\begin{matrix}{\mbox{ }}_{d\|n}\\{\mbox{ }}_{1\leq d\leq n}\end{matrix}}d^{x}} (x∈R)                                                                                         |
| P(n)  | osztószorzat-függvény                  | az argumentum osztóinak szorzata                                                                 | {\displaystyle \mathbb {N} \rightarrow \mathbb {N} ;\ P(n)\ :=\ \prod _{\begin{matrix}{\mbox{ }}_{d\|n}\\{\mbox{ }}_{1\leq d\leq n}\end{matrix}}d} |
| ν(n)  | nű-függvény                            | az argumentum prímtényezőinek száma (multiplicitással számolva)                                  | – |
| χ(n)  | khí-függvény                           | az argumentum különböző prímtényezőinek száma                                                    | {\displaystyle \mathbb {N} ^{+}\rightarrow \mathbb {N} ;} {\displaystyle \chi (n)} := {\displaystyle \|\{p\in \mathbb {P} \ \|\ p\|n\}\|} := {\displaystyle \sum _{\begin{matrix}{\mbox{ }}_{p\|n}\\{\mbox{ }}_{p\in \mathbb {P} }\end{matrix}}p^{0}}                                                      |
| φ(n)  | Euler-függvény (fí-függvény)           | az argumentumhoz relatív prím, nála nem nagyobb pozitív egészek száma                            | N→N; φ(n):= │{k∈Z : 1≤k≤n ∧ (n, k)=1 }│ |
| μ(n)  | Möbius-függvény (mű-függvény)          | egy, a számok négyzetmentességét „mérő” függvény                                                 | {\displaystyle \mathbb {N} ^{+}\rightarrow \left\{-1,0,1\right\}}; {\displaystyle \mu \ (n)} {\displaystyle :=} {\displaystyle {\begin{cases}1,&{\mbox{ha }}n=1;\\(-1)^{\chi (n)},&{\mbox{ha }}n=p_{1}p_{2}...p_{\chi (n)};\\0,&{\mbox{ha}}\ \exists p\in \mathbb {P} :\ p^{2}\|n{\mbox{.}}\\\end{cases}}} |
| π(n)  | diszkrét prímszámláló függvény         | az argumentumnál nem nagyobb prímek száma                                                        | N→N; π(n) := │{p∈N: d(p)=2 ∧ p≤n}│ |
| g(n)  | lnko-összeg-függvény                   | az argumentumnál nem nagyobb pozitív egészek és az argumentum legnagyobb közös osztóinak összege | {\displaystyle g(n)\ :=\ \sum _{i=1}^{n}(n,i)} |

### Valós értékű számelméleti függvények
- A Λ(n) von Mangoldt-függvény: {\displaystyle \Lambda (n)\ :=\ {\begin{cases}\ln p&{\mbox{ha }}\ \exists \left(p,k\right)\in \mathbb {P} \times \mathbb {N} ^{+}:\ n=p^{k};\\0&{\mbox{egy}}{\acute {e}}{\mbox{bk}}{\acute {e}}{\mbox{nt.}}\end{cases}}}

### Komplex értékű számelméleti függvények
- A Riemann-féle zéta-függvény
- Ha k pozitív egész, a mod(k) Dirichlet-karakterek fontos speciális függvényosztály.

## Fontosabb fogalmak

### Additivitás és multiplikativitás
- Egy {\displaystyle \ f\ } számelméleti függvény additív, ha bármely {\displaystyle a,b\in \mathbb {N} }, {\displaystyle \ (a,b)=1\ } esetén {\displaystyle \ f(ab)=f(a)+f(b)\ }. Ha az {\displaystyle \ (a,b)=1\ } feltétel elhagyható, akkor totálisan additív számelméleti függvényről beszélünk.
- Egy {\displaystyle \ f\ } számelméleti függvény multiplikatív, ha bármely {\displaystyle a,b\in \mathbb {N} }, {\displaystyle \ (a,b)=1\ } esetén {\displaystyle \ f(ab)=f(a)f(b)\ }. Ha az {\displaystyle \ (a,b)=1\ } feltétel elhagyható, akkor totálisan multiplikatív számelméleti függvényről beszélünk.

#### Dirichlet-konvolúció (Dirichlet-összeg, konvolúció)
Két számelméleti függvény (Dirichlet-)konvolúcióját így definiálják:
{\displaystyle (f*g)(n):=\sum _{d\mid n}f\!\left({\frac {n}{d}}\right)g(d),\quad n\in \mathbb {N} ,}
ahol d végigmegy n összes osztóján.
Egy f számelméleti függvény összegfüggvénye megkapható a konstans 1 függvénnyel való konvolválással:
{\displaystyle F(n)=(f*I^{0})(n)=\sum _{d\mid n}f(d),\quad n\in \mathbb {N} .}
ahol {\displaystyle I^{0}} a konstans 1 függvény.
{\displaystyle I^{0}} invertálható a konvolválásra; inverze a Möbius-féle μ függvény. Ebből adódik a Möbius-féle megfordítási képlet, amivel az összegfüggvényből visszanyerhető a függvény.
A konvolúcióra teljesülnek a következők:
- Két multiplikatív függvény konvolúciója multiplikatív
- Két teljesen multiplikatív függvény konvolúciója nem biztos, hogy teljesen multiplikatív
- Minden számelméleti függvény invertálható, ami az 1 helyen nem nulla
- Ez az inverz éppen akkor multiplikatív, ha az eredeti függvény is az
- Teljesen multiplikatív függvény inverze nem feltétlenül teljesen multiplikatív
- A konvolúció egységeleme a η függvény, amit így értelmeznek: η(1)=1, és η(n)=0, ha n>1.
- A számelméleti függvények algebrai struktúrája a komponensenkénti összeadásra, a skalárral szorzásra, és a konvolúcióra nézve:
  - komplex vektortér
  - integritási tartomány
  - algebra
- Ennek a struktúrának a multiplikatív csoportját azok a függvények alkotják, amik nem tűnnek el az 1 helyen.
  - Ennek valódi részcsoportja a multiplikatív függvények csoportja.

A konvolúció helyett a komponensenkénti szorzással is kommutatív algebrát alkotnak, ez azonban számelméletileg nem érdekes. Ez az algebra izomorf a komplex számsorozatok algebrájával.

#### Bell-sorozat
Ha f számelméleti függvény, és p adott prím, akkor f Bell-sorozata így definiálható modulo p:
{\displaystyle f_{p}(x)=\sum _{n=0}^{\infty }f(p^{n})x^{n}.}
Belátható, hogy két számelméleti függvény azonos, ha összes Bell-sorozatuk megegyezik. Két számelméleti függvény egyenlő akkor és csak akkor, ha:
{\displaystyle f_{p}(x)=g_{p}(x)} minden p prímre.
Jelölje most f és g konvolúcióját h. Ekkor minden p prímre:
{\displaystyle h_{p}(x)=f_{p}(x)g_{p}(x).\,}
Ezzel könnyű Dirichlet-invertálni a számelméleti függvényeket.
Ha f teljesen multiplikatív, akkor:
{\displaystyle f_{p}(x)={\frac {1}{1-f(p)x}}.}
Néhány számelméleti függvény Bell-sorozata:
- A {\displaystyle \mu } Möbius-függvényé {\displaystyle \mu _{p}(x)=1-x.}
- Az Euler-féle {\displaystyle \phi } függvényé {\displaystyle \phi _{p}(x)={\frac {1-x}{1-px}}.}
- A {\displaystyle \nu } függvényé {\displaystyle \nu _{p}(x)=1.}
- A {\displaystyle \lambda } Liouville-függvényé {\displaystyle \lambda _{p}(x)={\frac {1}{1+x}}.}
- Az Idk hatványfüggvényé {\displaystyle ({\textrm {Id}}_{k})_{p}(x)={\frac {1}{1-p^{k}x}}.} Idk a teljesen multiplikatív hatványfüggvény: {\displaystyle \operatorname {Id} _{k}(n)=n^{k}}.
- A {\displaystyle \sigma _{k}} osztóösszeg-függvényé {\displaystyle (\sigma _{k})_{p}(x)={\frac {1}{1-(1+p^{k})x+p^{k}x^{2}}}.}

### Külső hivatkozások
- W. W. L. Chen: Distribution of prime numbers (angol nyelvű PDF)